# Dieter Penninckx

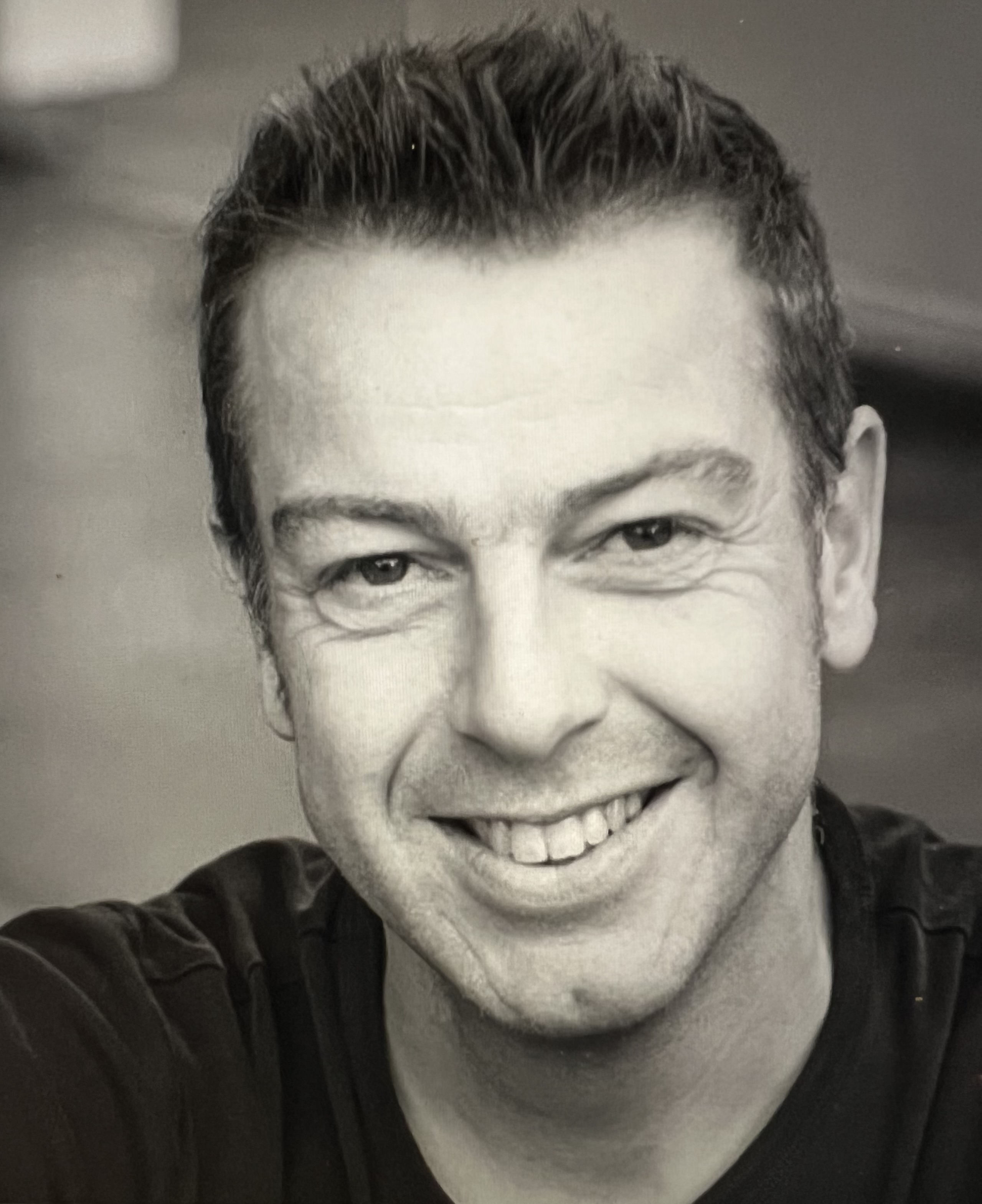

Dieter Penninckx (Mechelen, 16 september 1974) is een Belgisch ondernemer en een van de oprichters en voormalig CEO van mode- en lifestylegroep FNG NV dat in 2019 piekte tot ca. € 800 miljoen omzet, ca. 4000 medewerkers telde en in meer dan 10 Europese landen actief was met merken als Fred&Ginger, Brantano, Claudia Sträter en het Zweedse Ellos. Zo klom Penninckx op tot één van Vlaanderens meest belovende ondernemers. Hij was daarnaast van 2017 tot 2023 hoofdaandeelhouder van voetbalclub KV Mechelen. Dieter Penninckx is auteur van 'De man in de arena', een kwetsbaar boek over ondernemerschap, over willen winnen, kunnen verliezen en opnieuw beginnen. Vandaag adviseert Dieter Penninckx familiebedrijven en CEO's als co-entrepreneur en doctoreert hij aan faculteit Business Economics van de KU Leuven.

## Levensloop
Dieter Penninckx volgde de opleiding tot Burgerlijk Ingenieur aan de KU Leuven. De eerste jaren na zijn studie richtte Penninckx een IT-bedrijf op, een spin-off bedrijf van de KU Leuven. Nadien (in 2003) bijhaalde hij een master diploma in Economics.

### FNG
In 2003 richtte hij FNG op samen met zijn echtgenote Anja Maes en Manu Bracke, op dat moment drie jonge burgerlijk ingenieurs met ‘een klare visie in een op het eerste gezicht voor hen atypische markt’. De strategie bestaat erin om Belgische en Nederlandse modemerken met een sterk profiel over te nemen en hun groei te onderbouwen met een geolied platform voor back en frontoffice. FNG groeide sterk en werd een internationale speler met meer dan 500 winkels en online verkoopplatformen in meer dan 10 Europese landen. Dieter Penninckx was tot begin 2020 de CEO van FNG, waarna hij opgevolgd werd door Manu Bracke. Toen FNG in de eerste coronagolf (medio maart 2020) meer dan 500 winkels van de ene op de andere dag moest sluiten, leed FNG vervolgens grote verliezen. Enkele maanden later kwam het in betalingsproblemen.

### KV Mechelen
Penninckx was sinds december 2017 hoofdaandeelhouder van de Belgische eerste klasse voetbalclub KV Mechelen. Hij was tevens voorzitter van de Raad van Bestuur. Hij trad op de voorgrond toen een aantal andere bestuurders van de club betrokken waren in de Propere Handen affaire in 2018-2019. Penninckx nam het voortouw en redde de club van de ondergang. In 2019 werd KV Mechelen kampioen in 1B en werd als tweedeklasser op 1 mei 2019 ook winnaar van de Beker van België. Na een uitspraak van het BAS in juli 2019 mocht KV Mechelen opnieuw aantreden in de eerste klasse A. Tijdens een kapitaalverhoging in januari 2023 verkocht Penninckx definitief zijn aandelen in de club aan Philippe van Esch en Eddy De Reys.

### FNG na vertrek Penninckx
Op 11 mei 2020 werd de beursnotering van FNG opgeschort en stelde de FSMA een onderzoek in. In augustus 2020 werden de oprichters en andere leden van het managementteam en hun adviseurs door de FSMA voor het gerecht gebracht. Op 11 september 2020 werden Penninckx en zijn vrouw Anja Maes gerechtelijk aangehouden omdat zij zich niet aan de door het gerecht opgelegde voorwaarden (zoals het contactverbod) zouden gehouden hebben, wat door Penninckx' raadslieden steeds met klem betwist werd. Penninckx werd in voorarrest opgesloten in de gevangenis van Mechelen. De Antwerpse kamer van inbeschuldigingstelling liet Penninckx op 20 oktober 2020 vrij.

### De man in de arena.
In december 2023 bracht Dieter Penninckx zijn boek 'De man in de arena' uit verwijzend naar een bekende speech van Theodore Roosevelt.  ‘Eer komt toe aan de man die daadwerkelijk in de arena staat, zijn gezicht besmeurd met stof, zweet en bloed; (…) die fouten maakt en keer op keer tekortschiet, omdat dat nu eenmaal onvermijdelijk is; die desondanks toch probeert iets te bereiken; (…) die, als het meezit, uiteindelijk de triomf van een grootse verrichting proeft, en die, als het tegenzit en hij faalt, in elk geval grote moed heeft getoond’.
Met die woorden in gedachten brengt Dieter Penninckx anekdotes, overpeinzingen en levenslessen die laveren van de schoolbanken, over de scouts, naar zijn bedrijven en het voetbal. De verhalen geven een eerlijke inkijk in het leven van een ondernemer die hoog vloog, diep viel en weer rechtstond. Ze tonen zijn trofeeën én zijn littekens. Zo willen ze andere starters en ondernemers in de arena de goesting geven om door te zetten, maar ook moed en troost bieden wanneer het fout gaat.

De man in de arena neemt de lezer mee naar de essentie van ondernemerschap. Het is ondernemerschap op zijn kwetsbaarst. Want 'Ondernemen is vooral onderweg zijn, daarvan genieten, niet bang voor wat komen gaat.'